# 400 متر تتابع
400 متر تتابع سباق تشارك فيه فرق يتألف كل منها من أربعة عدائين، يحمل العداء الأول عصا قصيرة طولها حوالي 30 سم، وبعد أن يجري لمسافة 400 متر، يسلم العصا لعضو الفريق التالي له، يجب أن يتم هذا التسليم في منطقة طولها 20 م، وإذا لم يتبادل العداءان العصا ضمن هذه المنطقة فإنه يتم استبعاد فريقهم، يجري أعضاء الفريق الأربعة جميعهم مسافة متساوية.أي ان يصل لخط النهاية والفريق الذي يصل اولا يحصد الفوز.

## إشراك المسابقة بالألعاب الأولمبية
تم إدخال مسابقة التتابع 4 × 400م للرجال خلال الألعاب الأولمبية في استكهولم عام 1912م، بينما مسابقة التتابع 4 × 400م للسيدات عام 1972م في أولمبياد ميونخ

## الأرقام القياسية
| سجل                 | الدولة           | التوقيت | التاريخ    | المكان   | العداء الأول    | العداء الثاني  | 3e العداء الثالث | العداء الرابع   |
| ------------------- | ---------------- | ------- | ---------- | -------- | --------------- | -------------- | ---------------- | --------------- |
| رجال (الهواء الطلق) | الولايات المتحدة | 2.54,29 | 22.08.1993 | شتوتغارت | أندرو فالمون    | كوينسي واتس    | بويتش رينولدس    | مايكل جونسون    |
| نساء (الهواء الطلق) | الاتحاد السوفيتي | 3.15,17 | 01.10.1988 | سيول     | تتيانا لدوفسكيا | أولغا نزاروفا  | ماريا بينغينا    | أولغا برزغينا   |
| رجال (داخل الصالات) | المملكة المتحدة  | 3.02,83 | 07.03.1999 | مايباشي  | أندر موريس      | دايومون جونسون | ديون مينيور      | ميلتون كامبيل   |
| نساء (داخل الصالات) | روسيا            | 3.23,37 | 28.01.2006 | غلاسغو   | جوليا غيوتسيانا | أولغا كوتلروفا | أولغا غيتسيفا    | أولسيا فولسييفا |

## وصلات خارجية
- (بالإنجليزية) الأرقام القياسية لمسافة 400 متر تتابع على موقع الاتحاد الدولي لألعاب القوى